# Wieliczki Oleckie
Wieliczki Oleckie – towarowa stacja kolejowa w Wieliczkach, w województwie warmińsko-mazurskim, w Polsce. Stacja znajduje się przy towarowej linii kolejowej z Olecka do Suwałk. W 2010 roku zlikwidowano na tej linii kolejowej ruch pasażerski. 